# Хорошевка (Добрушский район)
Хорошевка (бел. Харошаўка) — деревня в Кормянском сельсовете Добрушского района Гомельской области Республики Беларусь.

## Административное устройство
C 1 декабря 2009 года по 22 июля 2015 года находилась в составе Кузьминичского сельсовета. С 22 июля 2015 года находится в составе Кормянского сельсовета.

## География

### Расположение
В 27 км на восток от Добруша и железнодорожной станции Закопытье (на линии Гомель — Унеча), 45 км от Гомеля, 1 км от границы с Россией.

## Транспортная сеть
Транспортная связь по просёлочной, затем по автомобильной дороге Кузьминичи — Добруш. Планировка состоит из 4 прямолинейных улиц, ориентированных с северо-запада на юго-восток, которые на севере соединены такой же по размеру прямолинейной широтной улицей. Застройка деревянная, усадебного типа.

## История
По письменным источникам известна с XVIII века как деревня в Речицком повете Минского воеводства Великого княжества Литовского, во владении Чарторыйских. После 1-го раздела Речи Посполитой (1772 год) в составе Российской империи. В 1775 году работал трактир, во владении фельдмаршала графа П.А. Румянцева-Задунайского, с 1834 года — фельдмаршала князя И. Ф. Паскевича. В 1788 году в Гомельской волости Белицкого уезда Могилёвской губернии. В 1816 году в Добрушской экономии Гомельского поместья. В 1832 году построена, а в 1865 году перестроена деревянная церковь. В 1886 году действовали 4 ветряные мельницы, постоялый дом. Согласно переписи 1897 года село, действовали церковно-приходская школа, 6 ветряных мельниц, круподробилка, кузница, кирпичный завод, лавка, постоялый дом, в Кормянской волости Гомельского уезда. В 1909 году 3057 десятин земли.
В 1926 году работали почтовое отделение, начальная школа, магазин, мелиоративное товарищество. С 8 декабря 1926 года по 16 июля 1954 года центр Хорошевского сельсовета Добрушского, с 4 августа 1927 года Тереховского, c 12 мая 1935 года Добрушского районов Гомельского округа (до 26 июля 1930 года), с 20 февраля 1938 года Гомельской области. В 1930 году организован колхоз имя В. М. Молотова, работали 3 ветряные мельницы, конная круподробилка, кузница. Во время Великой Отечественной войны фашисты сожгли деревню. В боях около деревни и посёлка Уборок в сентябре 1943 года погибли 7 советских солдат (похоронены в братской могиле в центре деревни). Согласно переписи 1959 года центр колхоза имени С. М. Кирова. Размещались мельница, лесопилка, механическая мастерская, 9-летняя школа, клуб, библиотека, фельдшерско-акушерский пункт, отделение связи, 2 магазина.

## Население

### Численность
- на 1 января 2007 года — 106 хозяйств, 178 жителей

### Динамика
- 1775 год — 53 двора, 356 жителей
- 1788 год — 389 жителей
- 1795 год — 404 жителя
- 1811 год — 108 дворов
- 1816 год — 457 жителей
- 1834 год — 125 дворов, 748 жителей
- 1858 год — 143 двора
- 1886 год — 164 двора, 1102 жителя
- 1897 год — 221 двор, 1284 жителя (согласно переписи)
- 1909 год — 259 дворов, 1724 жителя
- 1926 год — 305 дворов, 1488 жителей
- 1959 год — 1044 жителя (согласно переписи)
- 2004 год — 120 хозяйств, 222 жителя
- на 1 января 2006 года — 111 хозяйств, 184 жителя
- на 1 января 2007 года — 106 хозяйств, 178 жителей

## Достопримечательность
- Братская могила —  Историко-культурная ценность Республики Беларусь, шифр 313Д000278.

### Памятник, скульптура
- В честь Добрушской партизанской бригады имени И. В. Сталина установлена стела (1977).

## Известные уроженцы
- Медведев Григорий Фёдорович — доктор ветеринарных наук, профессор